# Вранско-Буяновашка котловина
Вранско-Буяновашката котловина (на сръбски: Врањско-бујановачка котлина или Vranjsko-bujanovačka kotlina) е котловина в Югоизточна Сърбия, по течението на река Южна Морава.

## География

### Територия
Котловината обхваща части от общините Враня, Вранска баня, Буяновац и Прешево. Проломът при село Прибой я дели на южна и северна част.

## Природни условия

### Релеф и геолого-геоморфоложка структура
Релефът на котловината е хълмисто-планински, като геоложки се дели на три части – алувиалната равнина на Южна Морава, чиято ширина варира от 250 m. до 2 km., хълмиста част с надморска височина до 500 m. и високият котловинен ръб.

## Климат и води

### Води
Котловината се отводнява от река Южна Морава и нейните притоци.